# Грива (Коми)
Грива  — село в Койгородском районе Республики Коми. Административный центр сельского поселения Грива. Численность населения села составляет 288 человек (2023).

## География
Расположен на левом берегу реки Сысолы, в 16 км к северу от райцентра села Койгородок. 

## История
Впервые о Гриве упоминается в писцовой книге от 1586 года как о «деревне на Гриве» Ужгинской волости, где было 7 жилых и 3 нежилых дома. 
В 1797 году по указу Павла I была проведена реформа низового административного управления. Среди восьми волостей Усть-Сысольского уезда числится Гривенская волость, в которую входили Койгородок, Ужга, Грива, Палауз, Пыелдино. Волость с годами меняла свои границы, но тем не мене сохранилась до советских времен.
26 апреля 1918 года на первом собрании Советов крестьянских депутатов Гривенской волости был избран волисполком. Впоследствии волости были заменены на сельсоветы.

## Население
Численность населения села составляет 363 человек (2010 год), 288 человек (2023 год).